# Лошади в древнегреческой мифологии

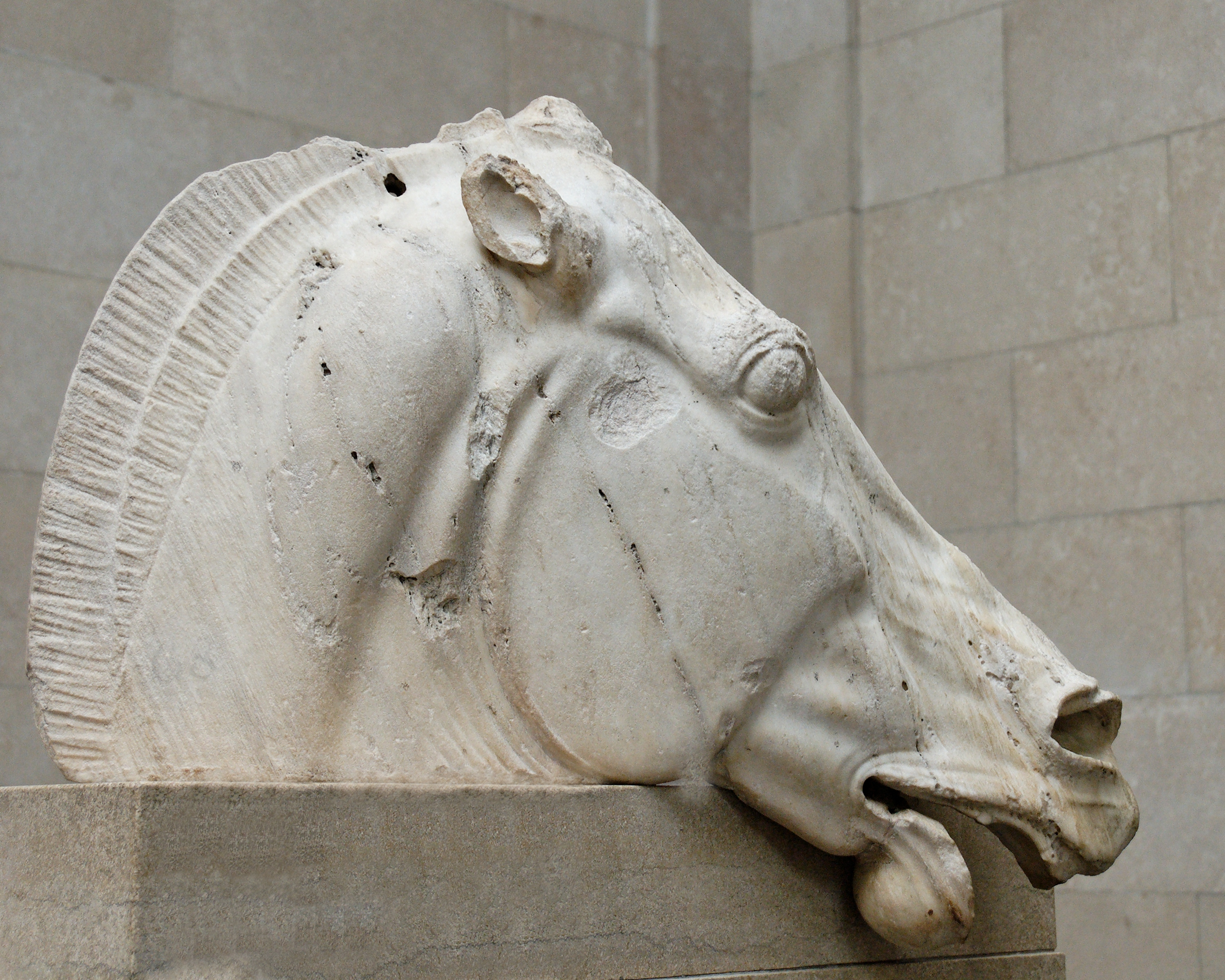
Голова коня с фриза Парфенона

В список включены мотивы, известные из произведений древнегреческого эпоса и мифографии и связанные с лошадьми, а также список лошадей, названных в них по именам.
С лошадьми тесно связан Посейдон. Вяч. Вс. Иванов реконструирует женский мифологический образ, связанный с лошадью, микен. po-ti-ni-ja i-qe-ja. Также лошади связаны с культом близнецов.
Мотивы, связанные с лошадьми, не встречаются на Крите. Археологически установлено, что лошадь и т. н. культ коня отсутствовали на Крите до сер. II тыс. до н. э..

## Основные мотивы
Превращения в коней:

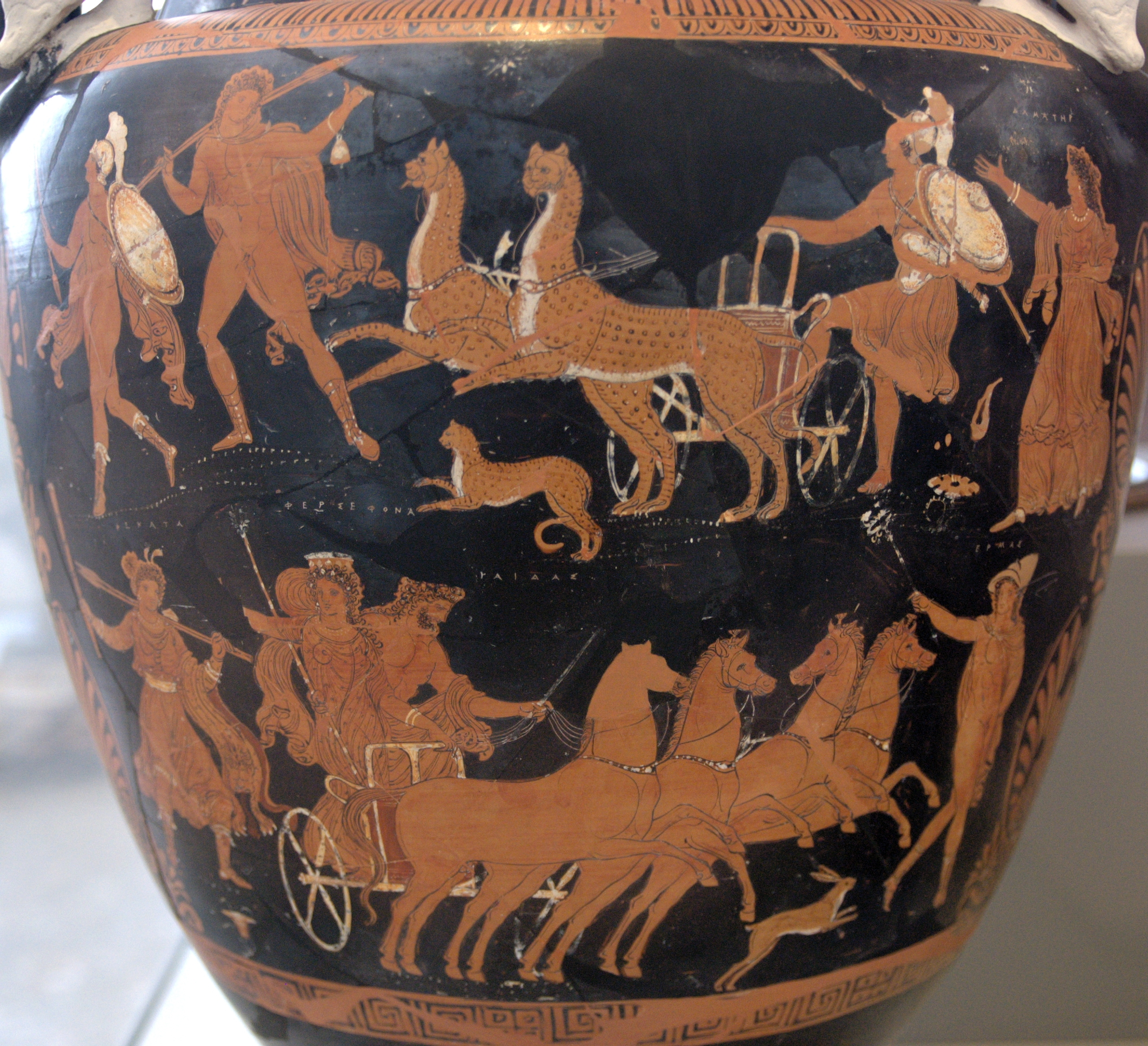
Похищение Персефоны Плутоном

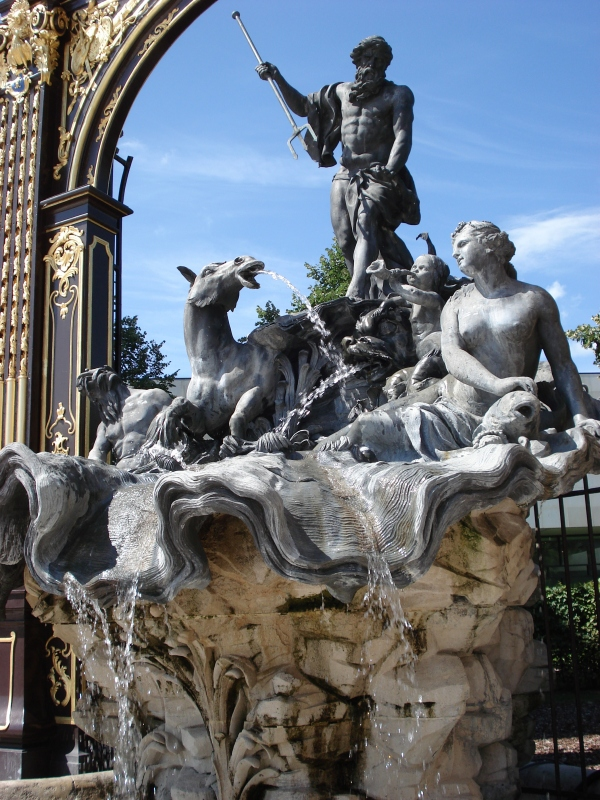
Фонтан Посейдона

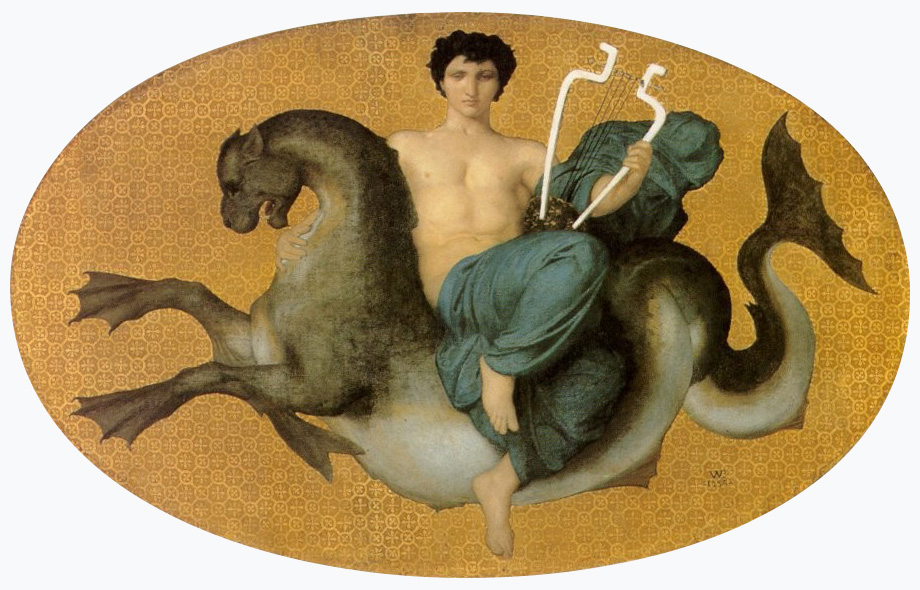
В. А. Бужеро. «Арион верхом на гиппокампе»

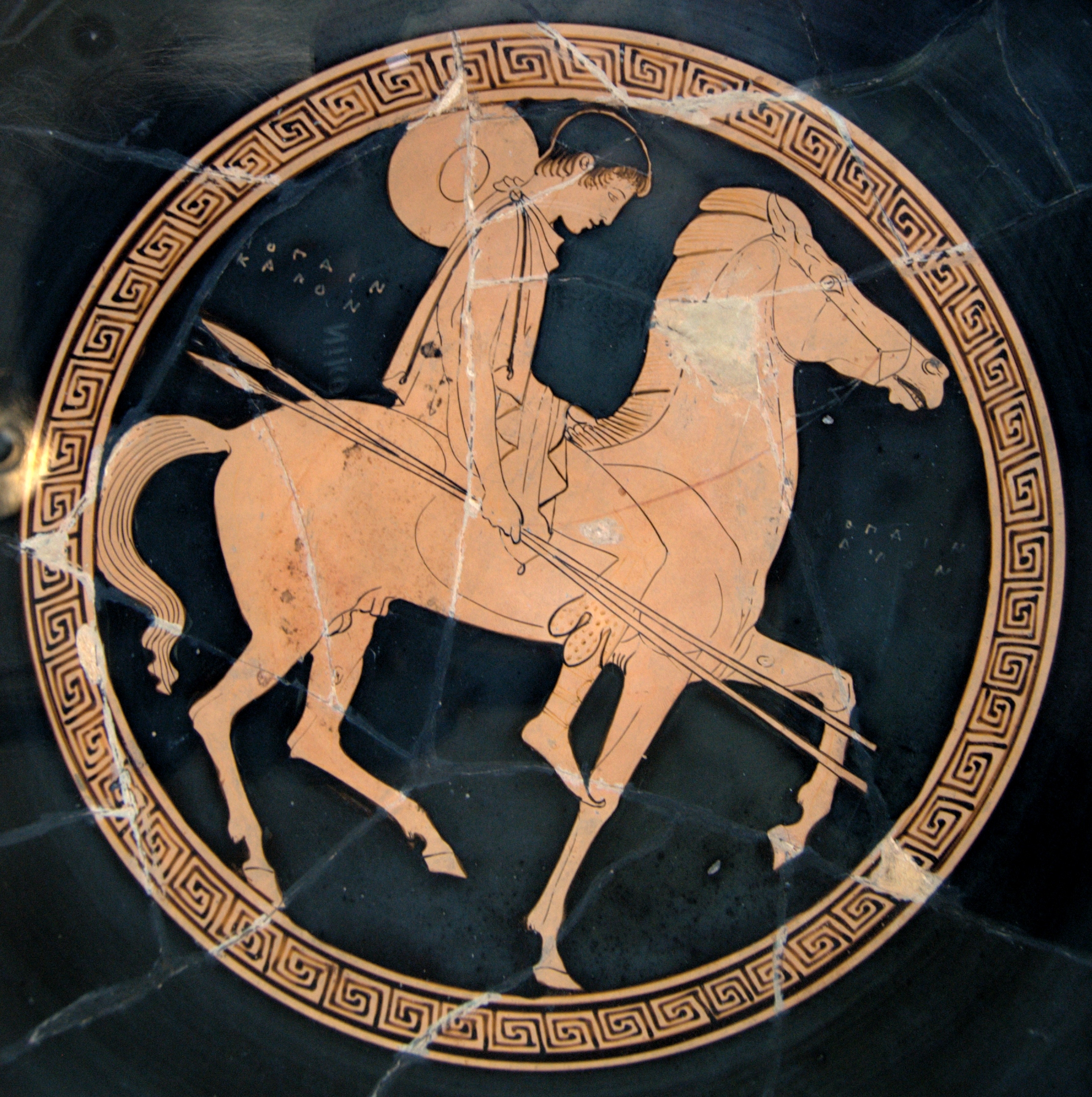
Всадник. Роспись на краснофигурной керамике

- Кронос превратился в коня, от него Филира родила Хирона.
- Деметра в облике кобылицы родила от ставшего конём Посейдона Ариона и (или) Деспину.
- Гиппа (она же Меланиппа или Окиронея). Дочь Хирона, превращенная в кобылицу Артемидой и ставшая созвездием.
- Облик кобылицы принимала Местра.
- По версии, Одиссей был превращён в коня и умер от старости.

Кони, опасные для людей:
- Кобылицы Диомеда фракийца. Съели Абдера. Геракл бросил им на съедение хозяина.
- Кони Ипполита разорвали его.
- Кобылицы сожрали Главка (сына Сисифа).
- Лошади съели Анфа (сына Автоноя) (см. Прочие).
- Конь растерзал дочь Гиппомена, исторического архонта Афин.
- Лимона растерзана конями за прелюбодеяние (см. Мифы Беотии).
- Фракийца Ликурга растерзали лошади.

Герои, погибшие во время езды:
- Демофонт (сын Тесея) упал с коня на свой меч из-за проклятия Филлиды.
- Кихир упал с коня и умер (см. Балканы в древнегреческой мифологии).
- Фаэтон упал с колесницы.

Вскормлены кобылицами:
- Гиппофоонт вскормлен кобылицей.
- Гиппота выкормила кобылица[4].
- Молоком коров и кобылиц вскормлена Гарпалика (дочь Гарпалика).
- Камилла вскормлена кобылицей.

Связь с Посейдоном:
- Рея дала Кроносу проглотить жеребёнка вместо Посейдона.
- Посейдон впервые укротил коня.
- Посейдон создал коня, ударив трезубцем в берег.
- Посейдон подарил коней Диоскурам.
- В Афинах была статуя Посейдона на коне, бросающего копье в Полибота.
- Посейдон стал конём, чтобы овладеть Деметрой, и его назвали Гиппий.
- Когда у Одиссея нашлись лошади, он посвятил храм Посейдону Гиппию.
- Гиппокампы — морские кони, отождествляются с кетами.
- Создание конницы в Аргосе приписывалось царю Агенору.
- Аргивянин Орсилох изобрёл квадригу (см. Мифы Арголиды).
- Эрихтоний (царь Афин) изобрёл квадригу.
- Уздечку и попону изобрёл Пелефроний (см. Мифы Фессалии).

Распространение коневодства:
- Авгий. Владелец Авгиевых конюшен.
- Автолик. Мог изменять масть лошадей.
- Автолик угнал коней Еврита с Евбеи и продал их Гераклу. Их искал Ифит (сын Еврита).
- Кобылиц Адмета пас Аполлон.
- Известные кони были у Акаста (сына Пелия).
- Конь Дамеона из Флиунта. См. Тараксипп.
- Лучшие кони водились на Дотийской равнине в Фессалии.
- Евен заколол лошадей и бросился в реку, названную его именем.
- Эионей забрал коней Иксиона в залог.
- Магнесийские кобылицы породили кентавров.
- Океан — обладатель крылатого коня.
- На одноглазом коне сидел Оксил (сын Гемона).
- Орифия подарила Пилумну коней.
- Полидект хотел свататься к Гипподамии и искал коней.
- Укротителем коней называют Сфенела.
- Беря клятву с женихов Елены, Тиндарей приносил в жертву коня.
- Троил упражнялся в верховой езде и был убит Ахиллом.
- Коней Эномаю подарил Арес.
- Из-за проклятия Эномая элидяне спаривали лошадей за пределами Элиды.

Негреческие сюжеты:
- Кони Эрихтония (сына Дардана) произошли от Борея.
- Кони Лаомедонта, называемые «ветроногими». Их он обещал Аполлону и Посейдону, а затем Гераклу.
- «Кони Троса» упомянуты в «Илиаде».
- Коня Колаксая и «энетского коня» упоминает Алкман.
- Семирамида была влюблена в коня.
- Мар, один из авсонов, был получеловеком-полуконём (см. Мифы Италии).
- Мессап, сын Нептуна — укротитель коней (Мифы Италии).
- Перс Эрифра отправил табун лошадей на остров Огирис.

Скачка на коне:
- Игры по Пелию. Победил Беллерофонт.
- Олимпийские игры. Победил Иасий.

## Колесницы

Рубенс. «Падение Фаэтона»

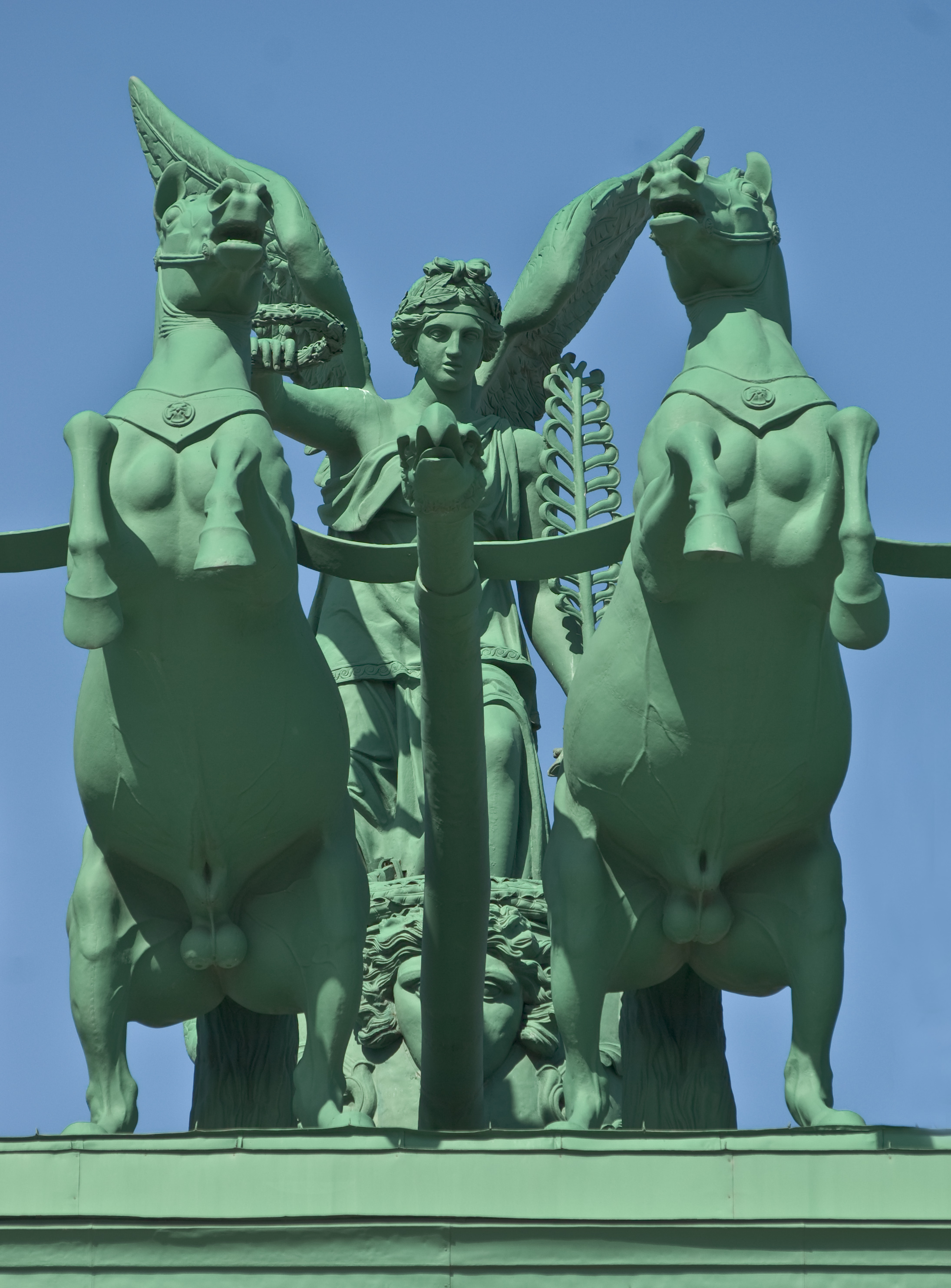
Нарвские триумфальные ворота

- Гелиос доверил свою колесницу Фаэтону, но тот потерял управление. Колесницу Фаэтона показывали в Коринфе.
- Колесницу, запряженную крылатыми конями, Пелопу дал Посейдон. Колесницу Пелопа показывали во Флиунте.
- Крылатую колесницу Посейдон также дал Идасу (сыну Афарея), и тот похитил Марпессу.
- Салмоней, сидя на колеснице, изображал молнии.
- Амфиарай на колеснице спустился в Аид.
- Амфитрион обучал Геракла езде на колеснице.
- Деянира, Кирена и Мирина ездили на колеснице.
- Этол наехал колесницей на Аписа и погубил его.
- Гиппия. Эпитет Афины, на колеснице победившей Энкелада.
- На колеснице изображались Молиониды.
- Колесница Гордия.
- Гилл нагнал колесницу Еврисфея и убил его.
- Лаий на колеснице похитил Хрисиппа, а позже был убит Эдипом.
- Гирнефо похищали с помощью колесницы.

В колесницы в мифах запрягали не только лошадей, но и кабана и льва (Аполлон для Адмета), львов (Кибела), лебедей (Аполлон), ланей (Артемида), драконов (Триптолем и Медея). Феодамант ехал на запряжённой быками колеснице.
Ассоциация Аполлона с колесницей носит позднейший характер — через отождествление его с Гелиосом.
Состязания колесниц:
- Гипподамия. Пелоп победил Эномая с помощью Миртила.
- Паллена (дочь Сифона).
- Фива (дочь Килика). Геракл победил её в состязании колесниц.
- Олимпийские игры, учреждённые Гераклом. Победил либо Сем, либо Иолай.
- Игры по Пелию. Победил Евфем.
- На Немейских играх (описаны Стацием).
- Игры по Офельту во время индийского похода (описаны Нонном).
- Игры по Патроклу (описаны Гомером). Победил Диомед.
- Игры по Ахиллу. Победил либо Евмел (сын Адмета), либо Менелай.

## Известные по именам лошади

### Кони богов
- Абраксас — конь Гелиоса[5].

Крылатые кони. Этрусская скульптура

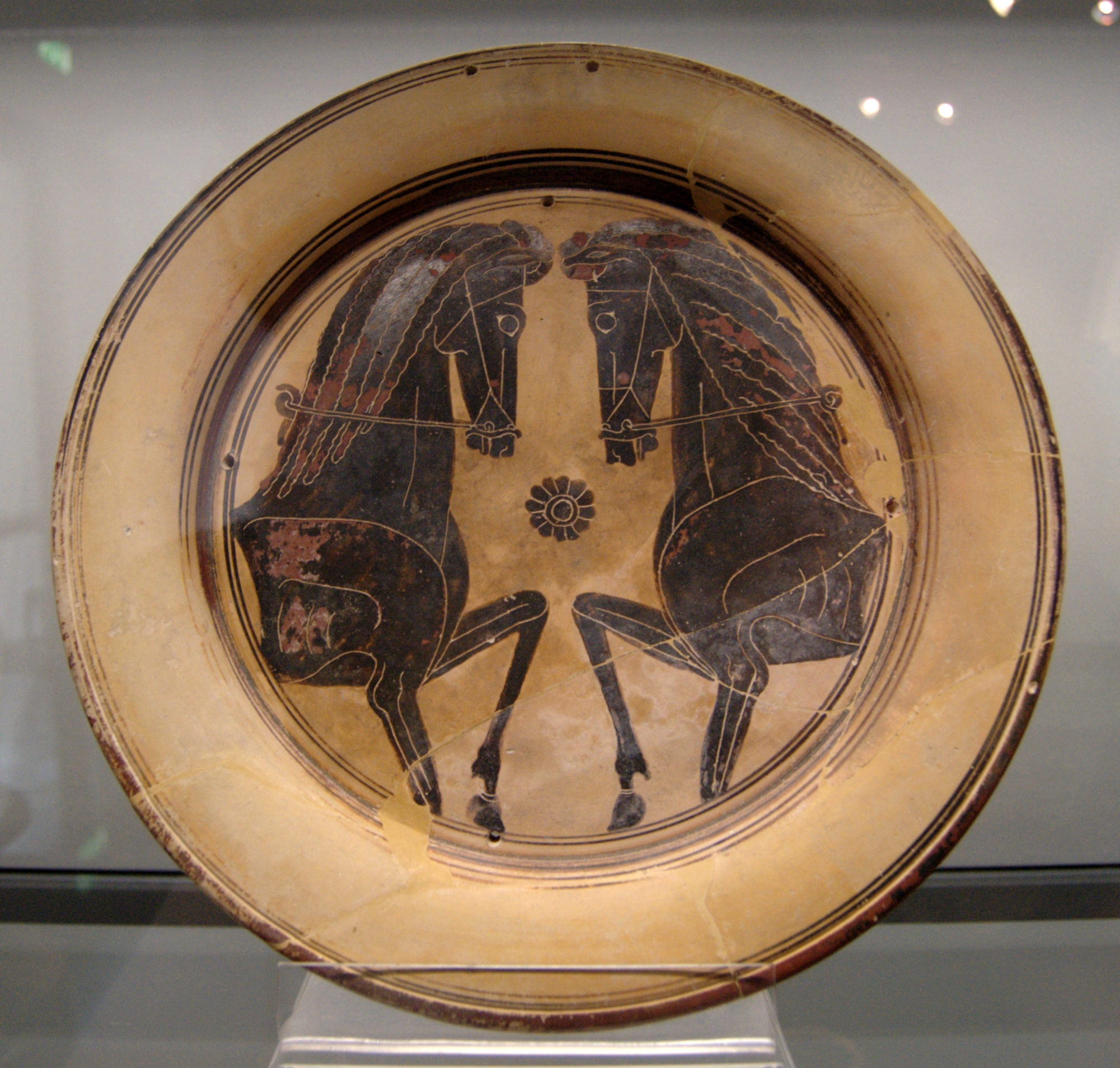
Два коня. Роспись чернофигурной коринфской керамики

- Актеон (Актин) — конь Гелиоса-Аполлона[6].
- Аластор — конь Плутона[7].
- Бел — конь Гелиоса[5].
- Бронте — кобыла Гелиоса[8].
- Деймос — имя коня Ареса[9].
- Иао — конь Гелиоса[5].
- Ламп (en:Lampos) — конь Гелиоса[10].
- Никтей — конь Плутона[7].
- Орфней («Темный») — конь Плутона[11].
- Пироент[12] (Пирой[13]) — конь Гелиоса.
- Сотер — конь Гелиоса[5].
- Стеропа — кобыла Гелиоса[14].
- Фаэтон — конь Гелиоса[15].
- Филогей (Филогевс) — конь Гелиоса-Аполлона[6].
- Флегон[16] — конь Гелиоса[17].
- Фобос — конь Ареса[9].
- Эой — конь Гелиоса[18]. Эпитет Гелиоса[19].
- Эрифрей — конь Гелиоса-Аполлона[6].
- Эфон — конь Гелиоса[20].
- Эфон — конь Плутона[11].
- Эфопс (Айтопс) — жеребец Гелиоса[21].

### Кони героев
- Арион.
- Асхет — конь Амфиарая[22].
- Балий — имя двух коней:
  - Балий (конь Ахилла) — см. Балий и Ксанф.
  - Балий — конь Скельмиса, от крови Зефира[23].
- Гарпаг — конь, сын Подарги, подарок Гермеса Диоскурам[24].
- Гарпинна — лошадь Эномая[25].
- Дин (Динос) — конь Диомеда фракийца, питавшийся человеческим мясом[26]. (См. 8-й подвиг Геракла).

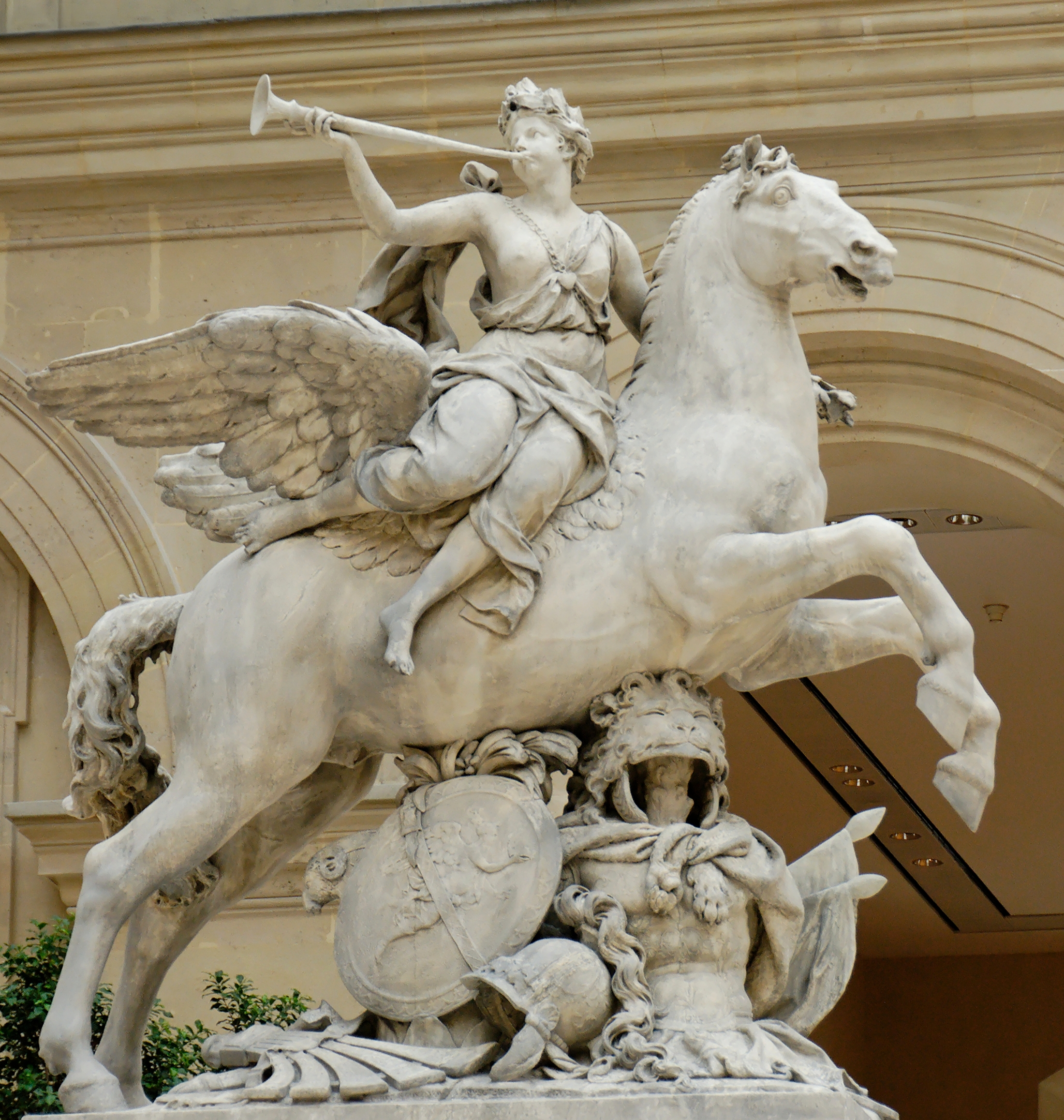
«Слава верхом на Пегасе», скульптура Антуана Койсево

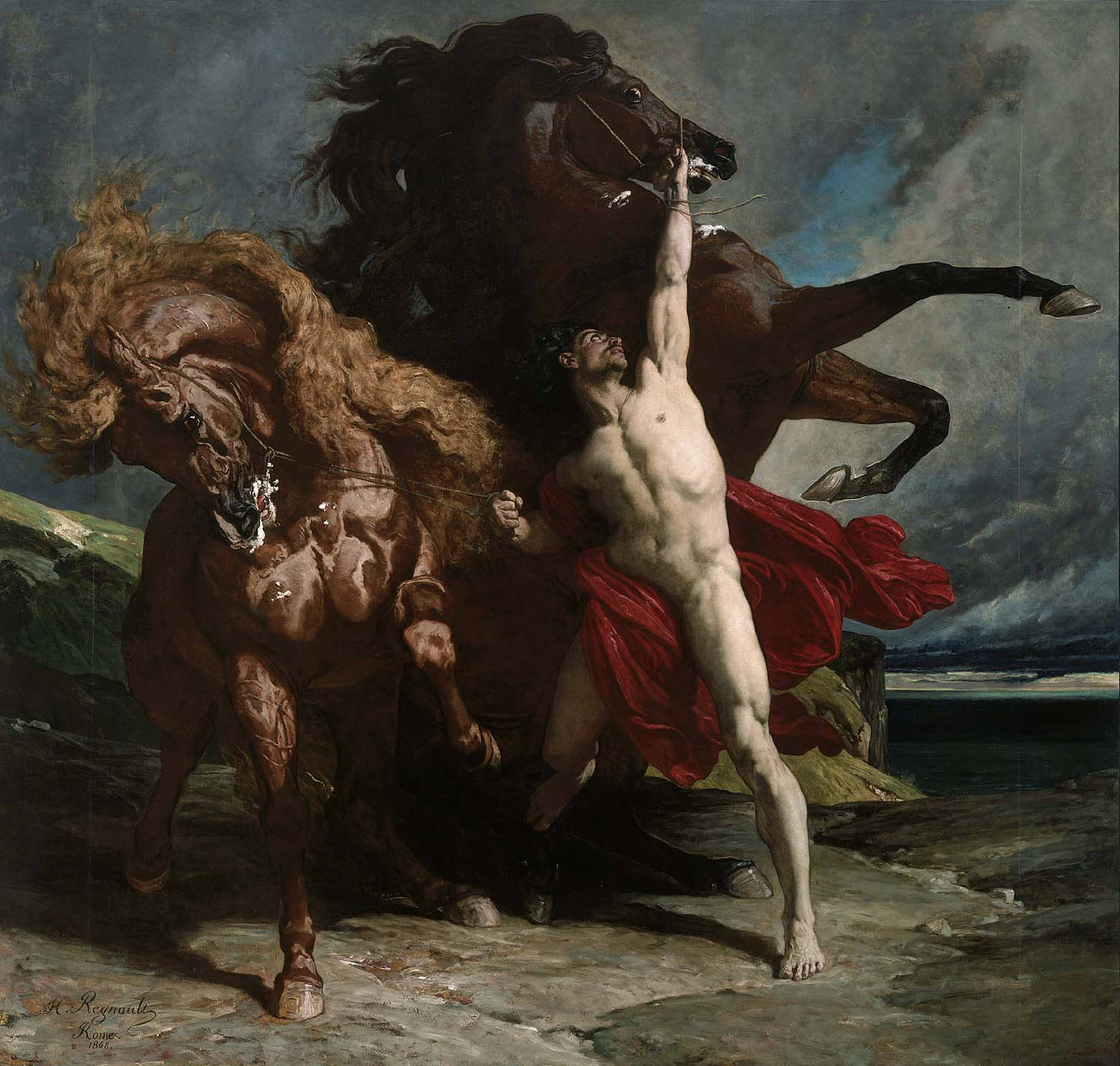
«Автомедонт с конём Ахилла», картина Анри Рагно

- Ирида — кобылица Адмета на Немейских играх[27].
- Кер — конь Адраста[28].
- Кидон — конь Гипподама на Немейских играх[29].
- Кикн — конь Амфиарая[22].
- Киллар — конь Кастора[30], подарок Геры[24]. Был огромен[31]. Либо конь, укрощённый Полидевком[32].
- Ксанф — имя нескольких коней в греческой мифологии:
  - Ксанф (конь Ахилла) — см. Балий и Ксанф.
  - Ксанф — конь Гектора[33].
  - Ксанф — конь Диомеда фракийца, питавшийся человеческим мясом и убитый Гераклом[26]. (См. Дин).
  - Ксанф — подарок Геры Диоскурам[24]. Конь Кастора, предсказал ему опасность[34]. Возможно, тождествен коню Ахилла.
  - Ксанф — сын Борея и Гарпии, выкуп за Орифию[35].
- Ламп — конь Гектора[33].
- Лампон — конь Диомеда фракийца, питавшийся человеческим мясом[26]. (См. Дин).
- Парфения — кобыла Мармака, первого жениха Гипподамии. По её имени названа река Парфения в Элиде[36].
- Пегас.
- Педас — конь Патрокла. Убит Сарпедоном[37].
- Подарг (Подарк) — имя нескольких коней в греческой мифологии:
  - Подарг — конь Гектора[33].
  - Подарг — конь Диомеда фракийца, питавшийся человеческим мясом[26].
  - Подарг — конь Менелая[38].
  - Подарк — конь Фоанта на Немейских играх[39].
- Подарка — дочь Борея и Гарпии, кобыла Эрехтея. Выкуп за Орифию[40].
- Псилла — лошадь Эномая[25].
- Реб — конь Мезенция[41]. Убит Энеем[42].
- Скифий — конь. См. Мифы Фессалии.
- Стримон — конь Хромия (сына Геракла)[43].
- Флогий — конь, сын Подарги, подарок Гермеса Диоскурам[24].
- Фолоя — кобылица Адмета на Немейских играх[27].
- Фоя — кобылица Адмета на Немейских играх[44].
- Эрифа — кобыла Мармака. См. Парфения.
- Эфа — кобылица Агамемнона[45].
- Эфион — конь Евнея на Немейских играх[29].
- Эфон — конь Гектора[33].
- Эфон — конь Палланта[46].

## Связанные с лошадьми имена и названия
«Лошадиных» имен в мифологии и эпосе не менее девяноста:
Аганипп, Аганиппа, Алексипп, Алкиппа, Антипп, Антиппа, Анфиппа, Арсипп, Арсиппа, Архипп, Гермиппа, Гилипп, Гипериппа, Гиппа, Гиппалким, Гиппарета, Гиппас, Гиппей, Гиппо, Гипподам, Гипподамант, Гипподамия, Гипподика, Гипподох, Гипподром, Гиппозиг, Гиппокл, Гиппокоонт, Гиппокорист, Гиппократа, Гипполит (Ипполит), Гипполита (Ипполита), Гипполох, Гиппомах, Гиппомедонт, Гиппомедуса, Гиппомен, Гиппоной, Гиппонома, Гиппоноя, Гиппосид, Гиппосон, Гиппострат, Гиппот, Гиппотад, Гиппотион, Гиппофой, Гиппофоонт, Гиппофоя, Гиппур, Главкиппа, Гомолипп, Дамасипп, Диоксипп, Диоксиппа, Еваниппа, Евгипп, Евипп, Евиппа, Зевксипп, Зевксиппа, Кианипп, Кидиппа, Клитиппа, Кресиппа, Ксантипп, Ксантиппа, Ктесипп, Левкипп, Левкиппа, Лисиппа, Меланипп, Меланиппа, Менипп, Мениппа, Мениппида, Мунипп, Никиппа, Онесипп, Пириппа, Плексипп, Тараксипп, Трепсипп, Фидипп, Филиппида, Хрисипп, Хрисиппа, Эласипп, Эрасипп, Эфипп.
Происхождение имён:
- Аргириппа. Город.
- Название источника Гиппокрена.
- Геракла называли Гипподет, ибо он связал лошадей орхоменцев.